# Melanthia myokosanthia
Melanthia myokosanthia là một loài bướm đêm trong họ Geometridae.